# Donuca spectabilica
Donuca spectabilica är en fjärilsart som beskrevs av Embrik Strand. Donuca spectabilica ingår i släktet Donuca och familjen nattflyn. Inga underarter finns listade i Catalogue of Life.